# هوراتيو سانز
هوراتيو سانز هو ممثل وكوميدي أمريكي ولد في يوم 4 يونيو 1969 في مدينة سانتياغو عاصمة تشيلي. بدأ التمثيل في 1995. أصبح عضو في برنامج ساترداي نايت لايف.

## روابط خارجية
- هوراتيو سانز على موقع IMDb (الإنجليزية)
- هوراتيو سانز على موقع روتن توميتوز (الإنجليزية)
- هوراتيو سانز على موقع ميوزك برينز (الإنجليزية)
- هوراتيو سانز على موقع قاعدة بيانات برودواي على الإنترنت (الإنجليزية)
- هوراتيو سانز على موقع قاعدة بيانات الأفلام السويدية (السويدية)
- هوراتيو سانز على موقع إن إن دي بي (الإنجليزية)
- هوراتيو سانز على موقع أول ميوزيك (الإنجليزية)
- هوراتيو سانز على موقع ديسكوغز (الإنجليزية)
- هوراتيو سانز على موقع قاعدة بيانات الفيلم (الإنجليزية)